# Bandiougoula
Bandiougoula és una població de Mali, situada al cercle de Kolokani i la regió de Koulikoro, prop de Domosséla. A finals del segle xix i la primera meitat del segle xx formà part de la tercera regió del Sudan Francès.